# Мулявин, Владимир Георгиевич
Влади́мир Гео́ргиевич Муля́вин (бел. Уладзімір Георгіевіч Мулявін; 12 января 1941, Свердловск — 26 января 2003, Москва) — советский и белорусский музыкант, эстрадный певец (лирический тенор), гитарист, композитор, аранжировщик, художественный руководитель вокально-инструментального ансамбля «Песняры». Народный артист СССР (1991).

## Биография
Родился 12 января 1941 года в Свердловске (ныне Екатеринбург), в семье рабочего и швеи. Дедушка и бабушка артиста до революции держали собственные продуктовые магазины. Семья была музыкальной, в доме играли на балалайке, домре и гитаре. Дети музицировали вместе с родителями. Братья аккомпанировали, а сестра пела.
С ранних лет Володя тоже увлекся музыкой и пением, имел отличный слух, начал играть на гитаре в 12-летнем возрасте. Денег на музыкальную школу у семьи не было, поэтому Мулявин пошёл в Дом культуры им. Сталина, где был детский кружок со струнным оркестром. Руководил кружком бывший политзаключённый Александр Навроцкий, который и рассмотрел в мальчике талант.
Когда отец ушёл из семьи, Владимир, чтобы помочь матери прокормить детей, стал играть на гитаре в переходах и поездах, получая в награду, как правило, продукты.
В 1956 году, по окончании семилетней школы, поступил в Свердловское музыкальное училище, на отделение струнных инструментов. Отчислялся из училища за увлечение джазом; несмотря на то, что впоследствии был восстановлен, ушёл из училища по собственному желанию.
С 1958 по 1963 год работал артистом-инструменталистом в Тюменском областном концертно-эстрадном бюро, Томской, Кемеровской, Читинской областных филармониях, Петрозаводске, Оренбурге. Играл в Неаполитанском ансамбле ДК «Уралмаша» в Свердловске.
В 1963 году, вслед за первой женой, был приглашён на работу в Белорусскую государственную филармонию.
С 1965 по 1967 год проходил службу в рядах Вооружённых сил СССР под Минском. Создал в роте вокальный квартет, принял участие в организации ансамбля Белорусского военного округа.
После увольнения из армии в запас вернулся в Белорусскую государственную филармонию, где работал одно время гитаристом в коллективе Ю. М. Антонова. В 1968 году в филармонии был создан вокально-инструментальный ансамбль «Лявоны» в составе: Владимир Мулявин, Валерий Мулявин (старший брат), Леонид Тышко, Владислав Мисевич, Валерий Яшкин, Александр Демешко.
В 1970 году ансамбль, художественным руководителем которого стал В. Мулявин, был переименован в «Песняры». Коллектив исполнял белорусские народные песни в современной аранжировке, а также песни советских композиторов.
В составе ВИА «Песняры» — лауреат и участник множества фестивалей и конкурсов, в том числе: международный фестиваль песни в Сопоте (Польша, 1971), музыкальная ярмарка «MIDEM» (Канны, Франция, 1975), «Varadero» (Гавана, Куба, 1983), фестиваль духовного единства (Аризона, США, 1994), международный фестиваль «Millenium» (Нью-Йорк, США, 2001).
Член Союза композиторов СССР (1991).
14 мая 2002 года, находясь за рулём своего Mercedes-420, на 27-м километре автодороги (Н-9031) Заславль — Колодищи под Минском попал в автокатастрофу, в которой получил перелом позвоночника и был полностью обездвижен. Через 8 месяцев, 26 января 2003 года, скончался в Москве в Главном военном клиническом госпитале имени Бурденко. Похоронен в Минске на Восточном кладбище.

### Семья
- Отец — Георгий Арсентьевич (1913 — 08.11.1962), рабочий завода «Уралмаш», похоронен на Широкореченском кладбище Екатеринбурга.
- Мать — Палычева Акулина Сергеевна (15.07.1914 — 19.12.1963), швея, похоронена на Северном кладбище Екатеринбурга.
- Старший брат — Валерий (1938—1973), музыкант, погиб на гастролях в Ялте.
- Младший брат единокровный — Илья (род. 1945).
- Младшая сестра — Палычева Наталья Георгиевна (1946—1996).
- Первая жена — Лидия Алексеевна Кармальская (1939—1999), работала на сцене в жанре художественного свиста, до развода конферансье ансамбля "Песняры". 
  - Дочь — Марина (род. 1961), окончила музыкальное училище.
  - Сын — Владимир (1964—2006)
    - Внук — Павел.
- Вторая жена — Светлана Константиновна Слизская (род. 1951), актриса[5].
  - Дочь — Ольга (род. 1976).
- Третья жена — Светлана Пенкина (1951—2016), актриса
  - Сын — Валерий (род. 1982).

## Звания и награды

### Персональные
- Заслуженный артист Белорусской ССР (1973)
- Народный артист Белорусской ССР (1979)
- Заслуженный деятель культуры Польши (1980)
- Народный артист СССР (1991)
- Заслуженный деятель искусств Автономной Республики Крым (2001)[6].
- Медаль Франциска Скорины (1994)[7].
- Орден Франциска Скорины (2001)[8].

### В составе ВИА «Песняры»
- Лауреат IV Всесоюзного конкурса артистов эстрады (II премия, Москва, 1970)
- Лауреат Всесоюзного конкурса советской песни (I премия, Минск, 1973)
- Лауреат Фестиваля советской песни в Зелёной Гуре (ПНР)
- Лауреат X Всемирного фестиваля молодёжи и студентов (Берлин, ГДР, 1973)
- Лауреат Международного фестиваля песни «Золотой лев» (Лейпциг, ГДР, 1973)
- Лауреат Международного конкурса артистов эстрады «Золотой Орфей» в НРБ (1974)
- Лауреат 2-го Международного фестиваля политической песни (Хельсинки, Финляндия, 1978)
- Лауреат Премии Ленинского комсомола Белоруссии (1976)
- Лауреат Премии Ленинского комсомола — за концертные программы 1975—1976 годов, активную пропаганду патриотической песни среди молодёжи (1977)
- Главный приз фирмы «Мелодия» «Золотой диск» (1982)
- 21 января 2001 года в Москве на Площади Звёзд Эстрады заложена звезда в честь Владимира Мулявина и ансамбля «Песняры».
- Премия Президента Беларуси «Через искусство — к миру и взаимопониманию» (Беларусь, 2010, посмертно)
- 15 мая 2013 года в Екатеринбурге на площади звёзд перед Театром эстрады заложена звезда в честь Владимира Мулявина и ансамбля «Песняры».

## Сочинения
- Опера-притча «Песня о доле» на стихи Я. Купалы.
- Песни: «Крик птицы», «Будочник», «Белая Русь ты моя», «Провожала сына мать», «Александрина», «Беларусь», «Ночь Купалы», «Серёжки», «Белорусским партизанам», «Марыся», «Чырвоная ружа».
- Обработки белорусских народных песен.

## Фильмография

### Роли
- 1973 — Горя бояться — счастья не видать — музыкант
- 1973 — Эта весёлая планета — солист ВИА (исполнение песни «Наши любимые»)
- 1974 — Ясь и Янина — Адам, зоотехник
- 1979 — В песне жизнь моя... Александра Пахмутова (короткометражный) — музыкант ВИА «Песняры»

### Вокал
- 1971 — Мировой парень — песня «Берёзовый сок»
- 1972 — Улица без конца — солист в песне «Улицы без конца»
- 1976 — Воскресная ночь — песня «В минуты музыки печальной»
- 1981 — Раскиданное гнездо — песни на стихи Я. Купалы
- 1987 — Комедиант — песни на музыку Д. Явтуховича

### Композитор
- 1974 — Ясь и Янина (совм. с Э. Ханком)
- 1977 — Диск (документальный) (совм. с др.)
- 1983 — А также цирк (документальный) (совм. с др.)
- 1987 — Комедиант (фильм-спектакль) (совм. с Д. Явтуховичем)

### Участие в фильмах
- 1977 — Диск (документальный) — художественный руководитель
- 1980 — Двадцать минут с «Песнярами» (документальный)
- 1982 — Гусляр (документальный) — Гусляр
- 1983 — А также цирк (документальный) — музыкант ВИА «Песняры»

### Архивные кадры
- 2006 — Владимир Мулявин (из цикла передач телеканала ДТВ «Как уходили кумиры») (документальный)
- 2021 — «Владимир Мулявин. Песняры — молодость моя». Документальный фильм (Первый канал)
- 2023 — Прощание Владимир Мулявин (из документальной передачи ТВЦ «Прощание»)

## Дискография
- 2006 — «Голос души» Часть 1. Нерастиражированное (Vigma)[9]

## Киновоплощения
- 2022 — «Дос-Мукасан» — Вячеслав Балашов
- 2023 — «За полчаса до весны» — Глеб Калюжный (в молодости); Артём Волобуев (в зрелости)

## Память
- В 2004 году в честь В. Мулявина переименован бульвар в центре Минска, носивший до этого имя А. Луначарского[10].
- В 2006 году на Восточном мемориальном кладбище Минска открыта надгробная скульптурная композиция В. Мулявину работы скульптора А. М. Кастрюкова и архитектора С. И. Федченко[11].
- В 2006 году в Екатеринбурге установлена мемориальная доска на доме, где прошло детство музыканта. Авторами памятного знака стали скульптор П. Войницкий и архитектор В. Иванов.
- В 2007 году снят документальный фильм, посвящённый В. Мулявину[12].
- Отмечалось 65-летие со дня рождения В. Мулявина[13].
- В 2009 году выпущена почтовая марка Беларуси, посвящённая В. Мулявину.
- 6 октября 2014 года в Екатеринбурге установлен памятник В. Мулявину[14].
- Имя В. Мулявина носят улицы в белорусских городах Смолевичи и Дзержинск.
- В Минске, на доме № 13 по улице Л. Беды, где жил музыкант, установлена мемориальная доска[15].
- 17 августа 2017 года в Минске установлен памятник музыканту. Памятник находится на бульваре имени артиста, за зданием Белорусской государственной филармонии, где музыкант работал около 40 лет.

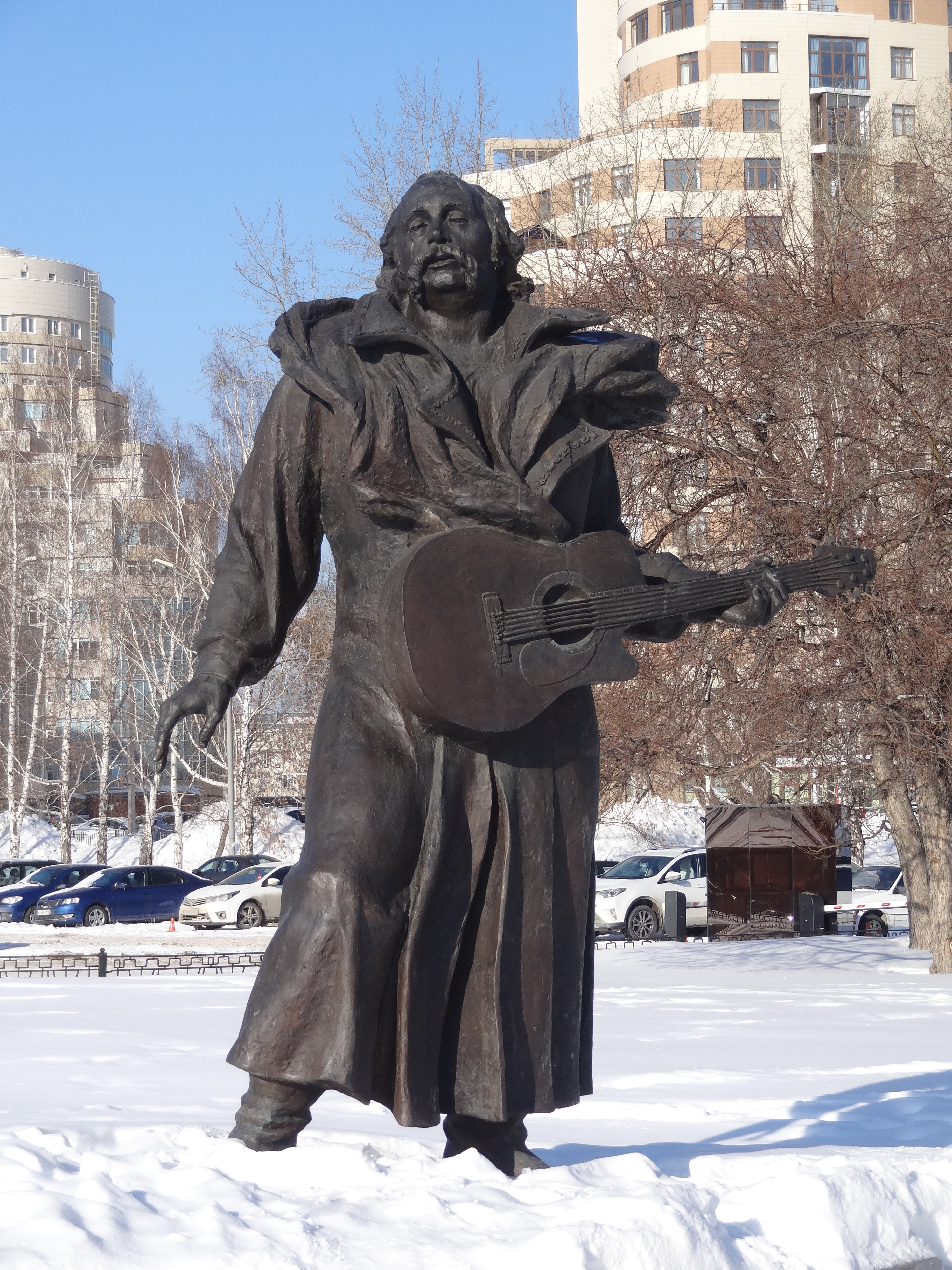
Памятник Мулявину в Екатеринбурге
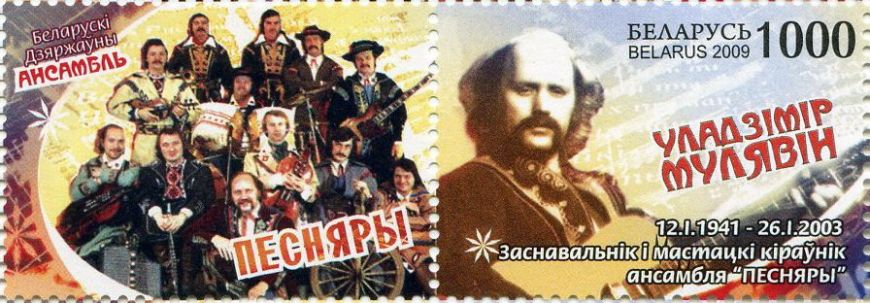
Почтовая марка Беларуси, 2009 год